# Преподобни Серид
Преподобни  Серид из Газе (ум. око 543. године) (такође ава Серид) је био палестински игуман манастира који је касније добио име по њему. Био је ученик пустињака Варсануфија и Јована Пророка.
Православна црква га помиње као светитеља 13. августа.

## Биографија
О раном животу Серида се не зна много. Када је пустињак Варсануфије дошао да живи у брдовитом региону Табате, инспирисао је многе људе да дођу и тамо да живе аскетским животом, вероватно укључујући и Серида. Серид је био екстремни аскета и умало није умро због својих пракси пре него што га је Варсануфије излечио који је тада постао његов духовни игуман. Варсануфије је Серида сматрао својим правим сином и преко њега је водио оближњу монашку заједницу као чији је игуман Серид касније био.

## Монаштво
Манастир се налазио у близини Табате и потока Бесор, дакле недалеко од старијег манастира Светог Илариона који је био први манастир у Гази. Серидов манастир је функционисао на типичан начин газанског монаштва: ценобијум који је подржавао околне пустињачке ћелије. Под Серидовим игуманством, манастир је проширен на суседну парцелу коју је заједница купила средствима заједнице и чији је власник у почетку одбио, али се могао уверити Серидовим убеђивањем и дипломатским вештинама. На овом земљишту подигнута је нова црква, радионице и амбуланта или болница. Многи посетиоци су долазили због ових објеката, али првенствено због присуства Варсануфија и Јована Пророка, који су се доселили у ту област на позив Варсануфија између 525-527 године и за које је Серид такође подигао келију.
Серид је такође постао једина особа којој је дозвољено да комуницира са Варсануфијем и деловао је као посредник за оне који су желели да добију савет и духовна упутства од пустињака познатог као „Старац“. Савет је пренет у облику писма и забележен на грчком пошто Серидос није познавао коптски. Комбинована писма Варсануфија и Јована износе више од 850 и састављена су касније, вероватно од стране Доротеја из Газе који је неко време служио као писмоноша Јовану. Према овом уреднику, Серед је имао харизматичну, али стрпљиву и толерантну личност и био је у стању да прави компромисе. Иако је било повремених притужби монаха против Серида, никада није било колективне мржње према њему.

## Смрт и наследник
Умро је 543. године.
Православна црква поштује Серида као светитеља 13. августа.